# Герман Еббінґауз
Герман Еббінґауз (нім. Hermann Ebbinghaus; 24 січня 1850, Бармен — 26 лютого 1909, Галле) — німецький психолог-експериментатор і філософ, який започаткував експериментальне вивчення пам'яті і відомий завдяки відкриттю «кривої забування» та «ефекту інтервалу». Перша людина, яка описала «криву навчання». Дослідженнями проклав шлях до емпіричного викладання, навчання та освітніх досліджень. Основна праця — монографія «Про пам'ять» (1885) (нім. Über das Gedächtnis). 
Пов'язаний з психологічною течією асоціанізму, яка досліджує, «як факти або ідеї можуть асоціюватися в думках один з одним і призводити до певної форми навчання». 
У свої дослідженнях він використовував «безглузді» склади (наприклад: ЩОД, ХІБ, ВИК), щоб оцінити ємність і час зберігання, а також легкість вилучення збереженого матеріалу. Багато з його експериментальних методів оцінки продуктивності пам'яті досі використовуються. Батько філософа-неокантіанця — Юліуса Еббінґауза. Онук — Ернст Альбрехт Еббінґауз.

## Біографія
Еббінґауз народився 24 січня 1850 року в місті Бармен, у Рейнській провінції, Королівство Пруссія. Син заможного купця — Карла Еббінґауза. Про його дитинство відомо небагато, окрім того, що він виховувався в лютеранській вірі і був учнем міської гімназії. У віці 17 років (1867 р.) почав відвідувати Боннський університет, де планував вивчати історію та філологію. Однак під час навчання у нього з'явився інтерес до філософії. У 1868 році став — Членом Боннського Корпусу Ґестфалії. У 1870 році його навчання було перервано, коли він служив у Прусській армії у Французько-прусській війні.
Після цієї короткої служби в армії Еббінґауз закінчив дисертацію на тему «Філософія несвідомого» (нім. Philosophie des Unbewussten) Едуарда фон Гартмана, коли йому було 23 роки. 
Отримав — докторський ступінь філософії (16 серпня 1873 р.). Протягом наступних трьох років він жив у Галле та Берліні. 
У Лондоні в антикварній крамниці він натрапив на книгу Густава Фехнера «Елементи психофізики» (нім. Elemente der Psychophysik), яка підштовхнула його до проведення своїх знаменитих «експериментів з пам'яттю». Еббінґауз відвідав Англію та Францію і займався репетиторством зі студентами, щоб утримувати себе. Габілітувався в Університеті Фрідріха Вільгельма. У 1886 році — професор.
У Берлінському університеті заснував «Третю лабораторію психологічного тестування» в Німеччині (після Вільгельма Вундта і Георга Еліаса Мюллера), де в 1879 році розпочав свої дослідження пам'яті. 
У 1890 році разом з Артуром Кенігом заснував психологічний журнал «Психологія та фізіологія органів почуттів» (нім. Die Psychologie und Physiologie der Sinnesorgane).
У своїй знаменитій суперечці з Вільгельмом Дільтеєм він захищав експериментальну психологію проти розуміючої психології.
У 1894 році його перевели на посаду завідувача кафедри філософії — ймовірно, через брак публікацій. На його місце був призначений Карл Штумпф. Незадоволений, Еббінґауз залишив Берлін і поїхав до Університету Бреслау (нині Вроцлав, Польща), де звільнилася кафедра Теодора Ліпса. Там він працював у комісії, яка спостерігала за зниженням уваги під час навчального дня. Подробиці того, як вимірювалися ці розумові здібності, були втрачені. Однак результати, отримані комісією, стали основою для майбутніх інтелектуальних тестів. У Бреслау Еббінґауз заснував ще одну «Лабораторію психологічного тестування».
У 1902 році Еббінґауз опублікував свою працю «Основи риси психології» (нім. Die Grundzüge der Psychologie), яка одразу ж здобула успіх і залишалася такою ще довго після його смерті. Його остання публікація «Нарис психології» (нім. Abriss der Psychologie) з'явилася в 1908 році, бестселер, який витримав вісім різних видань.
У 1905 році переїхав до Галле, де помер від пневмонії 26 лютого 1909 року у віці 59 років. Його могила знаходиться на цвинтарі Святого Лаврентія.

## Наукові дослідження
У 1885 році опублікував свою монументальну працю «Про пам'ять» (нім. Über das Gedächtnis). Дослідження з експериментальної психології.
У 1896 році він провів своєрідний тест на завершення речень зі школярами, щоб дослідити вплив втоми на продуктивність. Еббінґауз попросив вчителів оцінити здібності дітей, а потім розподілити результати на нижчу, середню та вищу третину. Він виявив значний взаємозв'язок між результатами тесту і судженням вчителя, але не зміг встановити кореляцію з доступними на той час засобами. Можливо, це був перший тест на вербальний інтелект у групі.
Еббінґауз — засновник експериментальних досліджень пам'яті та першовідкривач «кривої навчання» і «забування». 
Еббінґауз винайшов три психологічні методи вимірювання продуктивності пам'яті, які діють і сьогодні: метод впізнавання, відтворення та збереження. 
Еббінґауз був сповнений рішучості показати, що вищі розумові процеси можна вивчати за допомогою експерименту, що суперечило поширеній на той час думці. Щоб контролювати більшість змінних, які потенційно можуть заплутати, Еббінґауз хотів використати просте акустичне кодування і підтримуючу репетицію, для якої можна було б використати список слів. Оскільки на навчання впливають попередні знання і розуміння, йому потрібно було щось таке, що легко запам'ятовується, але не має попередніх когнітивних асоціацій. Асоціації зі звичайними словами, які легко формуються, заважали б його результатам, тому він використовував елементи, які пізніше отримали назву «нісенітні склади» (також відомі, як триграма-CVC). Безглуздий склад — це поєднання приголосних, голосних і приголосних, де приголосний не повторюється, а склад не має попереднього значення. «BOL» (звучить як «м'яч») і «DOT» (вже є словом) у цьому випадку не допускаються. Однак такі склади, як «DAX», «BOK» і «YAT» були б прийнятними (хоча Еббінґауз не залишив жодного прикладу). Після виключення складів зі змістом, Еббінґауз отримав — 2300 складів. Після того, як він створив свою колекцію складів, він витягав з коробки кілька випадкових складів і записував їх у блокнот. Потім, під регулярний звук метронома і з однаковою інтонацією голосу, він зачитував склади і намагався пригадати їх наприкінці процедури. Лише одне дослідження вимагало — 15 000 повторень.
Пізніше з'ясувалося, що люди надають значення навіть безглуздим складам, щоб зробити їх більш значущими. Безглуздий склад «PED» (перші три літери слова «педаль») виявляється менш безглуздим, ніж склад «KOJ»; кажуть, що склади відрізняються за асоціативною цінністю. Схоже, що Еббінґауз усвідомлював це і називав рядки складів «безглуздими» лише в тому сенсі, що склади, можливо, не мають конкретного значення, і він не повинен намагатися створювати з ними асоціації для легшого пошуку.
Еббінґауз був першим, хто використав триграми-KVK для проведення експериментів з пам'яттю незалежно від словникового запасу досліджуваного.
Його експериментальний підхід до вивчення безглуздих складів, щоб мінімізувати помилки, зумовлені досвідом і змістом, був новим.

## Обмеження
Існує кілька обмежень у його роботі про пам'ять. Найважливішим з них було те, що Еббінґауз був єдиним суб'єктом у його дослідженні. Це обмежувало можливість узагальнення результатів дослідження на всю популяцію. Хоча він намагався регулювати свій розпорядок дня, щоб мати більший контроль над результатами, його рішення уникати використання учасників принесло в жертву зовнішню валідність дослідження, незважаючи на надійну внутрішню валідність. 
Крім того, хоча він намагався врахувати свій особистий вплив, існує невід'ємна упередженість, коли хтось виступає і дослідником, і учасником. 
Крім того, дослідження пам'яті Еббінґауза зупинило дослідження інших, більш складних питань пам'яті, таких як: семантична і процедурна пам'ять та мнемоніка.

## Внесок
Еббінґауз зробив кілька висновків, які залишаються актуальними і підтримуються донині. По-перше, Еббінґауз склав набір з 2300 трилітерних складів для вимірювання ментальних асоціацій, які допомогли йому виявити, що пам'ять є впорядкованою. Другим, і, мабуть, найвідомішим його відкриттям, була «крива забування» — описує експоненціальну втрату інформації, яку людина вивчила. 
Найрізкіше падіння відбувається в перші двадцять хвилин, і це падіння є значним протягом першої години. Крива вирівнюється приблизно через один день.
«Крива навчання», описана Еббінґаузом, показує, як швидко людина засвоює інформацію. Найрізкіше зростання відбувається після першої спроби, а потім поступово вирівнюється, що означає, що з кожним повторенням запам'ятовується все менше і менше нової інформації. Як і крива забування, крива навчання є експоненціальною. Еббінґауз також задокументував ефект послідовного розташування, який описує, як положення предмета впливає на запам'ятовування. Двома основними поняттями ефекту послідовного розташування є свіжість і первинність. 
Ефект свіжості описує покращене пригадування найсвіжішої інформації, оскільки вона все ще знаходиться в короткочасній пам'яті. 
Ефект первинності призводить до кращого запам'ятовування перших пунктів у списку завдяки більшій кількості повторень і залученню довготривалої пам'яті.
Ще одним важливим відкриттям стало відкриття про заощадження. Це стосується обсягу інформації, що зберігається в підсвідомості навіть після того, як до неї неможливо отримати свідомий доступ. Еббінґауз запам'ятовував список предметів до ідеального запам'ятовування, а потім не звертався до нього доти, доки не міг пригадати жодного з них. Потім він заново вивчав список і порівнював нову криву запам'ятовування з кривою запам'ятовування попереднього списку. Другий список, як правило, запам'ятовувався швидше, і цю різницю між двома кривими запам'ятовування Еббінґауз назвав — «економією». 
Еббінґауз також описав різницю між мимовільною і довільною пам'яттю: 
- Перша (1) «відбувається з видимою спонтанністю і без будь-якого вольового акту»;
- Друга (2) приводиться «до свідомості зусиллям волі».

До Еббінґауза більшість внесків у дослідження пам'яті були зроблені філософами і зосереджувалися на описі спостережень та спекуляціях. Наприклад, Іммануїл Кант використовував чистий опис для обговорення впізнавання та його компонентів, а сер Френсіс Бекон стверджував, що просте спостереження за зазубрюванням раніше вивченого списку «не приносить користі мистецтву» пам'яті. Ця дихотомія між описовим та експериментальним вивченням пам'яті буде резонувати пізніше в житті Еббінґауза, особливо в його публічній суперечці з колишнім колегою Вільгельмом Дільтеєм. 
Однак більш ніж за століття до Еббінґауза Йоганн Андреас Зеґнер винайшов — «колесо Зеґнера», щоб визначити тривалість після-образу, спостерігаючи, як швидко має рухатися колесо з розпеченим вугіллям, щоб коло червоного попелу від вугілля виглядало повним. Вплив Еббінґауза на дослідження пам'яті був майже негайним. 
Оскільки за попередні два тисячоліття було опубліковано дуже мало робіт про пам'ять, роботи Еббінґауза стимулювали дослідження пам'яті в США у 1890-х роках, і лише в 1894 році було опубліковано — 32 роботи. 
Ці дослідження супроводжувалися розвитком механізованих мнемометрів (застарілий механічний пристрій, що використовувався для пред'явлення серії стимулів для запам'ятовування).
Реакція на його роботу свого часу була переважно позитивною. Відомий психолог Вільям Джеймс назвав дослідження «героїчними» і сказав, що вони були «єдиним найблискучішим дослідженням в історії психології». 
Едвард Б. Тітченер також згадував, що ці дослідження були найбільшою справою в галузі пам'яті з часів Аристотеля.

## Супечеречка про психологію
Окрім того, що Еббінґауз був піонером експериментальної психології, він також був рішучим захисником цього напрямку нової науки, про що свідчить його публічна суперечка з колегою  Вільгельмом Дільтеєм. Невдовзі після того, як Еббінґауз залишив Берлін у 1893 році, Дільтей опублікував статтю, в якій вихваляв переваги описової психології та засуджував експериментальну психологію як нудну, стверджуючи, що розум є надто складним, і що інтроспекція є бажаним методом вивчення розуму. Тогочасні дебати стосувалися насамперед того, чи повинна психологія прагнути пояснити або зрозуміти розум, і чи належить вона до природничих або гуманітарних наук. 
Багато хто сприйняв роботу Дільтея як відверту атаку на експериментальну психологію, в тому числі й Еббінґауз, який відповів Дільтею особистим листом, а також довгою нищівною публічною статтею. 
Серед своїх контраргументів проти Дільтея він згадав, що для психології неминуче займатися гіпотетичною роботою, і що тип психології, на який нападає Дільтей, існував до «експериментальної революції» Еббінґауза. 
Шарлотта Бюлер повторила його слова сорок років потому, заявивши, що такі люди, як Еббінґауз, «поховали стару психологію в 1890-х роках». Еббінґауз пояснював свій нищівний відгук тим, що він не міг повірити, що Дільтей відстоює статус-кво структуралістів, таких як Вільгельм Вундт і Тітченер, і намагається придушити прогрес психології.

## Публікації
- Ebbinghaus, H. (1885). Memory:  A contribution to experimental psychology.  New York:  Dover.
- Ebbinghaus, H. (1902). Grundzüge der Psychologie. Leipzig: Veit & Co.
- Ebbinghaus, H. (1908). Psychology:  An elementary textbook. New York: Arno Press.